# Szwajcarska Partia Pracy
Szwajcarska Partia Pracy – szwajcarska partia socjalistyczna.
Partia została założona w 1944 roku w miejsce zdelegalizowanej Komunistycznej Partii Szwajcarii. 21 maja 1944 roku na konferencji w Bazylei potwierdzona założenie partii, a oficjalna inauguracja PdA nastąpiła na pierwszym zjeździe partii 14 października tego samego roku. Na pierwszego  prezydenta partii został mianowany Léon Nicole.
6 października 1947 roku odbył się drugi kongres partii. Wówczas partia liczyła 20,000 członków, którzy wszyscy spotkali się na trzecim kongresie partii, który odbył się w Zurychu.
Pierwsze wybory z udziałem PdA odbyły się w 1947 roku. Wówczas partia otrzymała 5,1% głosów.
W 1950 roku partia zdobyła łącznie zdobyła ponad 260,000 podpisów pod sztokholmskim apelem w sprawie całkowitego zakazu używanie broni jądrowej.
W latach 1952–1964 odbyły się trzy kongresy partii, które ukształtowały obecny charakter oraz ideologię partii.
W wyborach w 2005 roku partia zdobyła łącznie 0,8%, lecz ich kandydaci nie wystartowali we wszystkich kantonach. 
Ugrupowanie uczestniczy w działaniu ugrupowania Alternatywna Lewica.

## Wybory w 2007 roku
W 2007 roku odbyły się wybory parlamentarne, w których uczestniczyła PdA w połączeniu z partią Solidarities. Mimo że obie partie współpracowały ze sobą, a liderzy partii wystartowali z list w największych szwajcarskich miastach, partia otrzymała zaledwie 0,7% głosów, co jest takim samym wynikiem jak w roku 2003. Jedynym członkiem PdA, który dostał się do parlamentu został Josef Zisyadis.

## Wyniki partii w wyborach parlamentarnych w historii
| Rok  | % głosów | Liczba miejsc w parlamencie |
| ---- | -------- | --------------------------- |
| 1947 | 5.1%     | 7                           |
| 1951 | 2.7%     | 5                           |
| 1955 | 2.6%     | 4                           |
| 1959 | 2.7%     | 3                           |
| 1963 | 2.2%     | 4                           |
| 1967 | 2.9%     | 5                           |
| 1971 | 2.6%     | 5                           |
| 1975 | 2.4%     | 4                           |
| 1979 | 2.1%     | 3                           |
| 1983 | 0.9%     | 1                           |
| 1987 | 0.8%     | 1                           |
| 1991 | 0.8%     | 2                           |
| 1995 | 1.2%     | 3                           |
| 1999 | 1.0%     | 2                           |
| 2003 | 0.7%     | 2                           |
| 2007 | 0.7%     | 1                           |